# Herihor
Herihor Siamon (... – 1081 a.C. circa) è stato un Primo Profeta di Amon durante la XX dinastia egizia.
Viene ricordato come il primo dei Primi Profeti di Amon presso il complesso templare di Karnak, a rendere ereditaria la sua carica, dando inizio ad una dinastia parallela a quella reale che governò sull'Alto Egitto durante parte del terzo periodo intermedio.

## Biografia
Herihor, di probabile origine libica, già prima di acquisire il titolo di Primo Profeta di Amon era un importante funzionario della corte di Ramesse XI presso cui deteneva svariati incarichi quali: Flabellifero alla destra del re, Capo degli scribi reali, Sovraintendente al doppio granaio, Responsabile di tutti i distretti del sud, Capo dell'esercito.
Herihor venne inviato a Tebe, e investito della carica di Primo Profeta, da Ramesse XI con lo scopo di allontanare da quelle regioni Panehesi, un nubiano che Ramesse IX aveva fatto intervenire in quell'area per sedare dei tumulti e che si era, in seguito, comportato da usurpatore.

Svolto il suo incarico Herihor prese a comportarsi anch'egli in modo estremamente indipendente e nel 18º anno di regno di Ramesse XI proclamò la Weham-mesue, "Ripetizione delle nascite" (atto compiuto in precedenza solamente da due sovrani: Amenemhat I della XII dinastia e Seti I della XIX) ossia l'inizio di una nuova era. Dopo tale atto Herihor iniziò a datare i suoi monumenti dalla Weham-mesue e adottò la completa titolatura reale.

Malgrado questa aperta secessione non vi fu alcun tentativo di dichiarare decaduto il sovrano ufficiale ne alcun uso dei titoli usurpati al di fuori dei territori sottoposti al controllo del tempio di Amon di Karnak.
La sua tomba si trova presso la terrazza inferiore del tempio funerario della regina Hatshepsut mentre la mummia della sua consorte, la regina Nodjmet fu ritrovata nella tomba identificata come DB320 ove vennero nascoste decine di mummie reali per presevarle dall'azione dei violatori di tombe.

## Titolatura
| G5 |

| G5 |

| E1 · D43 | G39 · Z1 | i | mn · n |

| E1 · D43 | G39 · Z1 | i | mn · n |

| E1 · D43 | G39 · Z1 | i | mn · n |

| E1 · D43 | G39 · Z1 | i | mn · n |

| E1 · D43 | G39 · Z1 | i | mn · n |

| E1 · D43 | G39 · Z1 | i | mn · n |

| E1 · D43 | G39 · Z1 | i | mn · n |

| E1 · D43 | G39 · Z1 | i | mn · n |

| G16 |

| G16 |

| s | R4 · p · t | R8A | A35 | O6 | O1 · t · O34 | n · Z2 |

| s | R4 · p · t | R8A | A35 | O6 | O1 · t · O34 | n · Z2 |

| D4 · O4 | D21 · D21 | t · D28 | Z2 | s | n |

| D4 · O4 | D21 · D21 | t · D28 | Z2 | s | n |

| G8 |

| G8 |

| D4 · Z2 | G25 | Aa1 | m | i | p · t | Q1 | n · t | f · Z1 · f |

| D4 · Z2 | G25 | Aa1 | m | i | p · t | Q1 | n · t | f · Z1 · f |

| i | mn · n | X7 · U2 | Y1 | T14 | F35 | F35 | F35 | f |

| i | mn · n | X7 · U2 | Y1 | T14 | F35 | F35 | F35 | f |

| M23 · X1 | L2 · X1 |

| M23 · X1 | L2 · X1 |

| R8 | U36 | D1 · p · n | i | mn · n |

| R8 | U36 | D1 · p · n | i | mn · n |

| R8 | U36 | D1 · p · n | i | mn · n |

| R8 | U36 | D1 · p · n | i | mn · n |

| R8 | U36 | D1 · p · n | i | mn · n |

| R8 | U36 | D1 · p · n | i | mn · n |

| R8 | U36 | D1 · p · n | i | mn · n |

| R8 | U36 | D1 · p · n | i | mn · n |

| G39 | N5 |

| G39 | N5 |

| i | m&n | N1 · H8 · Z1 | G5 |

| i | m&n | N1 · H8 · Z1 | G5 |

| i | m&n | N1 · H8 · Z1 | G5 |

| i | m&n | N1 · H8 · Z1 | G5 |

| i | m&n | N1 · H8 · Z1 | G5 |

| i | m&n | N1 · H8 · Z1 | G5 |

| i | m&n | N1 · H8 · Z1 | G5 |

| i | m&n | N1 · H8 · Z1 | G5 |

## Datazioni alternative
| Autore         | Anni di regno         |
| -------------- | --------------------- |
| Jansen-Winkeln | 1076 a.C. - 1066 a.C. |